# Acaasi (Wele-Nzas)
Acaasi ist ein Ort in Äquatorialguinea.

## Lage
Der Ort befindet sich in der Provinz Wele-Nzas auf dem Festlandteil des Staates. Er liegt an einer Ost-West-Verbindung zwischen den Orten Aconibe und Engong. Im Umkreis liegen die Siedlungen Ebomicu, Avam und Ncamanvi. In der Nähe verlaufen der Río Midyi und der Arroyo Aco.

## Klima
In der Stadt, die sich nah am Äquator befindet, herrscht tropisches Klima.